# 빌리 웨스트 (무성 영화 배우)

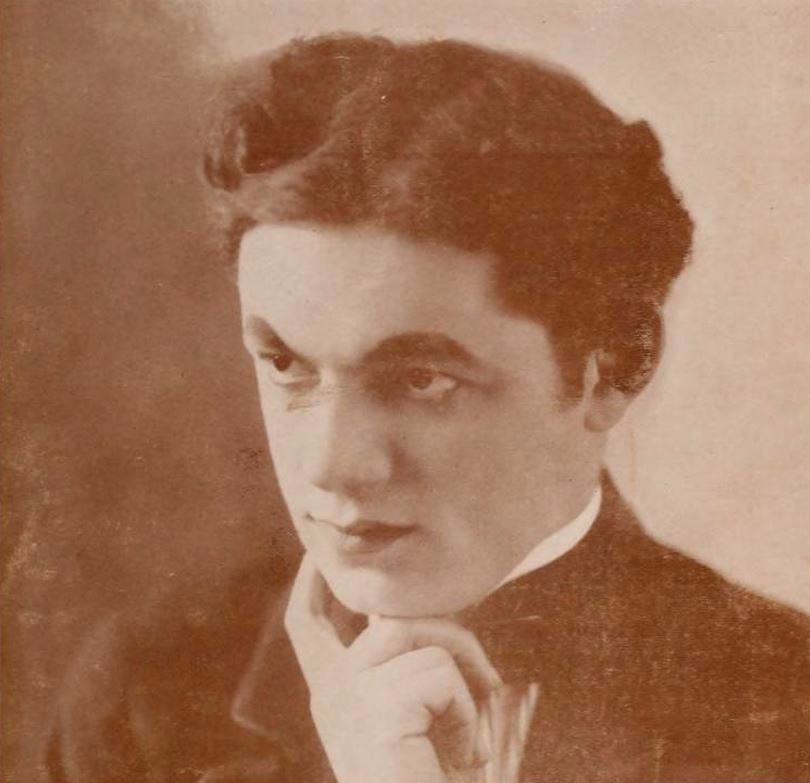

빌리 웨스트(Billy West, 1892년 9월 22일 ~ 1975년 7월 21일)는 영화 배우, 프로듀서, 감독이다. 무성 영화 시대에 준(準)성공적인 찰리 채플린의 흉내를 낸 것으로 잘 알려진 인물이다. 연기 외에도 1910년대와 20년대에 단편 작품의 감독을 맡기도 했으며 영화를 프로듀싱하기도 했다. 1935년 은퇴했다.